# Amnicola emarginata
Amnicola emarginata är en snäckart som beskrevs av Heinrich Carl Kuster 1852. Amnicola emarginata ingår i släktet Amnicola och familjen tusensnäckor. Inga underarter finns listade i Catalogue of Life.